# Bobby E. Wright
 (avril 2025).
Pour les articles homonymes, voir Wright.
Bobby Eugene Wright, né le 1er mars 1934 à Hobson City (Alabama) et mort le 6 avril 1982 à Chicago (Illinois) est un psychologue clinicien américain.
Directeur d'un centre communautaire de santé mentale du parc de Garfield à Chicago (qui porte aujourd'hui son nom), il est également chercheur, consultant, ainsi qu'expert en informatique. Ses recherches portent sur la libération des Noirs de leur asservissement psychologique.

## Œuvres
- La personnalité raciale du psychopathe et autres essais